# Домбровский, Владислав
Владислав Домбровский (пол. Władysław Dąbrowski; 27 июня 1906, Заздрость — 13 сентября 1939, немецкий полевой госпиталь Дмохи-Вохи) — капитан пехоты Войска Польского.

## Биография
В Сентябрьской кампании 1939 года командовал 1-й ротой пулемётов 1-го батальона 71-го пехотного полка. Полк принимал участие во многих боях, в их числе — у Якач Дворна, где полк одержал разгромил бронегруппу  дивизии «Кемпф» и захватил много немецкой техники. После взятия немцами Замбрува 10 сентября 18-я пехотная дивизия оказалась в окружении. Командир дивизии, полковник Стефан Коссецкий, утром 11 сентября отдал приказ 71-му пехотному полку атаковать Замбрув и открыть пути отхода дивизии в сторону Нура-над-Бугом. В бою 11 сентября 1-й батальон 71-го пехотного полка под сильным огнём немцев около полудня вышел к рынку Замбрува, но понёс большие потери. Среди прочих был[что?] и командир 1-й роты крупнокалиберных пулеметов капитан Владислав Домбровский, полк был вынужден отступить. В конце 1939 года семья капитана получила письмо от немецкого Красного Креста: «Капитан Владислав Домбровский скончался от ран 13 сентября, место захоронения неизвестно»; в письме было обручальное кольцо капитана.
В мае 2016 года энтузиаст из Замбрува, проводя семейно-генеалогическое исследование, обнаружил одинокую могилу двух жертв сентября 1939 года на территории немецкого полевого госпиталя в деревне Дмохи-Вохи. Жители сообщили, что один из похороненных здесь солдат — Владислав Домбровский. На запрос информации немецкий Красный Крест в 2017 году сказал, что, согласно имеющимся у него документам, капитан В. Домбровский был доставлен с поля боя 12 сентября в полевой госпиталь, где 13 сентября 1939 скончался от ран. Были предоставлены его личные данные и описание жетона. 13 января 2018 года состоялась эксгумация погибших, проведенная командой Поморского медицинского университета из Щецина. Рядом с одним из павших солдат был найден фрагмент жетона с буквами «WSKI II», предположительно принадлежавший Домбровскому. В Поморском медицинском университете проводилось под руководством др. А. Оссовского сравнительное исследование материала ДНК из эксгумации и сыновей офицера, однозначно подтвердившее, что одним из погребённых в этой могиле был капитан Владислав Домбровский.
Похороны капитана и второго неизвестного офицера состоялись в соответствии с военной церемонией 11 мая 2018 года в Замбруве, через 78 лет и 8 месяцев после боя. Останки были захоронены в братской могиле погибших в Замбровской битве на местном кладбище.